# Świątynia (serial telewizyjny)
Świątynia – brytyjski serial telewizyjny (dramat medyczny, thriller) wyprodukowany przez Hera Pictures, który jest adaptacją norweskiego serialu Valkyrien. Serial jest emitowany od 13 września 2019  roku przez platformę Sky One, natomiast w Polsce od 29 października 2019 roku na HBO

## Fabuła
Serial opowiada o Danielu Miltonie, lekarzu chirurgu, który po śmierci żony otwiera podziemną klinikę w Londynie. Pomaga w niej nielegalnym imigrantom oraz przestępcom.

## Obsada

### Główna
- Mark Strong jako Daniel Milton[2]
- Daniel Mays jako Lee Simmons[2]
- Carice van Houten jako Anna Willems[2]
- Catherine McCormack jako Beth Milton
- Lily Newmark jako Eve Milton
- Tobi King Bakare jako Jamie Harris
- Wunmi Mosaku jako Mercy King
- Craig Parkinson jako Keith Sullivan
- Chloe Pirrie jako Karen Hall
- Ryan McKen jako Rob Moloney
- Siena Kelly jako Michelle Wilson
- Claire Rushbrook jako Gloria Wilson

### Drugoplanowe
- Theo Solomon jako Sebastian King
- Kate Dickie jako Eleanor
- Anamaria Marinca jako Suzanna
- Turlough Convery jako Simon Reynolds
- Mark Bazeley jako Michael Chander
- Sam Hazeldine jako Jack Lorean
- Steffan Rhodri jako Jeremy
- Jan Bijvoet jako Clive
- Johann Myers jako Nick

## Odcinki
| Sezon | Odcinki | Oryginalna emisja w Sky One | Oryginalna emisja w Sky One | Oryginalna emisja w HBO | Oryginalna emisja w HBO | Oryginalna emisja w HBO |
| Sezon | Odcinki | Premiera sezonu             | Finał sezonu                | Premiera sezonu         | Finał sezonu            |                         |
| ----- | ------- | --------------------------- | --------------------------- | ----------------------- | ----------------------- | ----------------------- |
| 1     | 10      | 13 września 2019            | 1 listopada 2019            | 29 października 2019    | 3 grudnia 2019          |                         |

### Sezon 1 (2019)
| Nr | # | Tytuł     | Reżyseria      | Scenariusz            | Premiera w Sky One   | Premiera w HBO       |
| -- | - | --------- | -------------- | --------------------- | -------------------- | -------------------- |
| 1  | 1 | Episode 1 | Luke Snellin   | Mark O'Rowe           | 13 września 2019     | 29 października 2019 |
| 2  | 2 | Episode 2 | Luke Snellin   | Mark O'Rowe           | 20 września 2019     | 5 listopada 2019     |
| 3  | 3 | Episode 3 | Luke Snellin   | Mark O'Rowe           | 27 września 2019     | 12 listopada 2019    |
| 4  | 4 | Episode 4 | Shariff Korver | Mark O'Rowe           | 4 października 2019  | 19 listopada 2019    |
| 5  | 5 | Episode 5 | Shariff Korver | Mark O'Rowe           | 11 października 2019 | 26 listopada 2019    |
| 6  | 6 | Episode 6 | Shariff Korver | Mark O'Rowe           | 18 października 2019 | 3 grudnia 2019       |
| 7  | 7 | Episode 7 | Lisa Siwe      | Mark O'Rowe           | 25 października 2019 | 10 grudnia 2019      |
| 8  | 8 | Episode 8 | Lisa Siwe      | Mark O'Rowe, DC Moore | 1 listopada 2019     | 3 grudnia 2019       |

## Produkcja
21 sierpnia 2018 roku platforma Sky One zamówiła pierwszy sezon dramatu, w którym główne role otrzymali: Mark Strong, Carice Van Houten i Daniel Mays. 2 listopada 2019 Sky One ogłosiła przedłużenie serialu o drugi sezon.